# Pedagoška fakulteta v Zagrebu
Pedagoška fakulteta (izvirno hrvaško Učiteljski fakultet u Zagrebu), s sedežem v Zagrebu, je fakulteta, ki je članica Univerze v Zagrebu.